# William T. Cosgrave
Pour les articles homonymes, voir Cosgrave.
William Thomas Cosgrave ou W.T. Cosgrave (nom irlandais : Liam Tomás Mac Cosgair) né le 6 juin 1880 à Dublin (Comté de Dublin) où il est mort le 16 novembre 1965, est un homme d'État irlandais, successeur de Michael Collins au poste de président du gouvernement provisoire d'Irlande, d'août à décembre 1922.
Il est le premier président du Conseil exécutif de l'État libre d'Irlande de 1922 à 1932. Il fonde le Fine Gael en 1923.

## Biographie
William Thomas Cosgrave est né à Dublin le 6 juin 1880. Il a fait ses études à l'école des frères chrétiens de Malahide Road, à Marino, avant d'entrer dans l'entreprise de son père. Il est devenu politiquement actif pour la première fois lorsqu'il a assisté à la première convention du Sinn Fein en 1905.
Il a été conseiller Sinn Féin à la Dublin Corporation de 1909 à 1922 et a rejoint les Irish Volunteers (1913), bien qu'il n'ait jamais adhéré à la Irish Republican Brotherhood parce qu'il ne croyait pas aux sociétés secrètes.
Il a joué un rôle actif dans l'insurrection de Pâques 1916, en servant sous les ordres d'Éamonn Ceannt en tant que capitaine. Après la rébellion, William T. Cosgrave a été condamné à mort, mais cette peine a été commuée en servitude pénale à perpétuité et il a été interné au camp d'internement de Frongoch, au Pays de Galles. Pendant son incarcération, il a remporté un siège pour le Sinn Féin lors de l'élection partielle de Kilkenny City en août 1917. Après sa victoire, il prononce un discours sur le balcon du palais de justice. En septembre 1917, il s'adresse avec Michael Collins à une foule à Dunboyne, dans le comté de Meath, pour inciter les gens à rejoindre les Irish Volunteers (1913).
Il remporte à nouveau un siège irlandais aux élections générales britanniques de 1918, cette fois pour Kilkenny North. Bien que lui et de nombreux autres députés du Sinn Féin soient toujours en prison à l'époque, 27 députés libres du Sinn Féin, conformément au manifeste de leur parti, refusent d'aller à Westminster et forment à la place le Premier Dáil, dans lequel il prend place après sa sortie de prison en 1919. Le 24 juin 1919, il épouse Louisa Flanagan à Dublin.

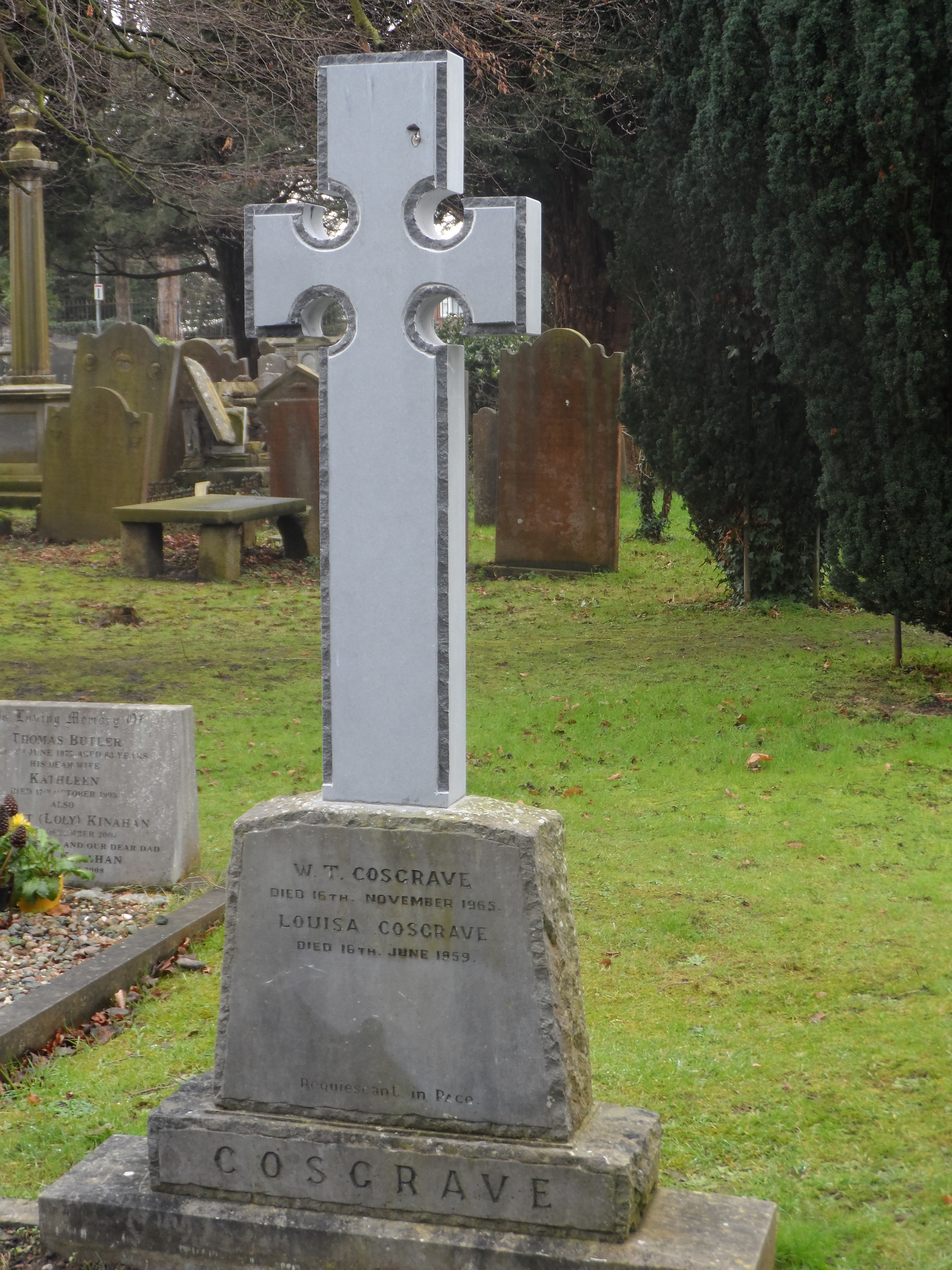
Tombe de William T. Cosgrave

Il est décédé le 16 novembre 1965, à l'âge de 85 ans. Le gouvernement du Fianna Fáil, dirigé par Seán Lemass, lui a fait l'honneur d'organiser des funérailles nationales, auxquelles ont assisté le cabinet, les dirigeants des principaux partis politiques irlandais et Éamon de Valera, alors président de l'Irlande. Il est enterré au cimetière de Goldenbridge à Inchicore, à Dublin.